# Mount Wilbur
Mount Wilbur är ett berg i Antarktis. Det ligger i den centrala delen av kontinenten. Nya Zeeland gör anspråk på området. Toppen på Mount Wilbur är 2 743 meter över havet.
Terrängen runt Mount Wilbur är platt åt nordost, men åt sydväst är den kuperad.